# Willem Gabron
Willem Gabron noto anche come Guiliam Gabron, con il nome di Guilliam o William e con il nomignolo di Toetsteen (pietra di paragone) (Anversa, 1619 – Anversa, 2 agosto 1678) è stato un pittore fiammingo barocco specializzato in nature morte, fiori e oggetti per il gioco e la colazione.

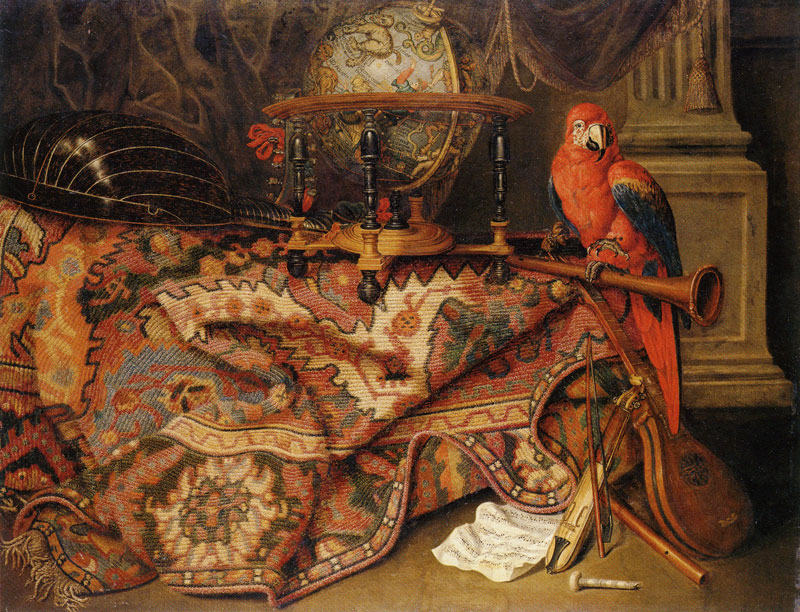
Natura morta con tappeto turco e pappagallo

Era anche un abile pittore di animali e spesso includeva animali vivi nelle sue scene di natura morta.
Inizialmente lavorò in uno stile monocromatico, ma sviluppò una tavolozza più colorata dopo una lunga permanenza in Italia.

## Biografia
Willem Gabron nacque ad Anversa, dove fu battezzato il 28 ottobre 1619. La sua famiglia aveva una tradizione artistica. Suo nonno, Jan Gabron, era un mercante d'arte e un banditore d'asta. Suo padre, chiamato anche Willem, era un corniciaio e un produttore di pannelli che si era iscritto come maestro alla Corporazione di San Luca di Anversa nel 1610 ed era anche attivo come pittore decorativo. La madre di Willem era Magdalena Cossiers, sorella del pittore storico Jan Cossiers.

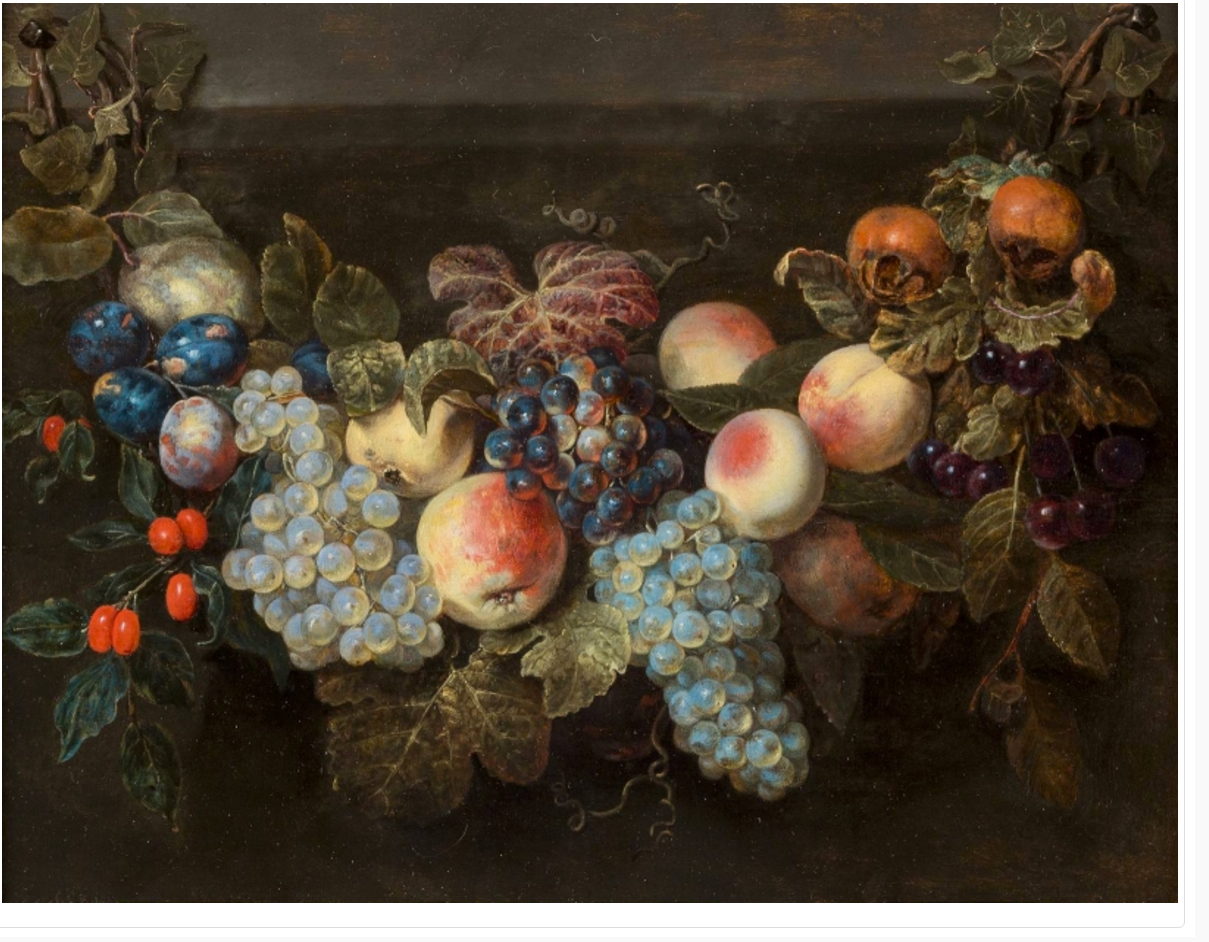
Ghirlanda di frutta

Non è chiaro con chi avesse studiato, ma è probabile che suo padre fosse stato il suo insegnante. Era già attivo nel 1634, all'età di 15 anni. Venne registrato alla Corporazione dui San Luca come wijnmeester (Figlio di un maestro) nell'anno 1640-41, assieme al suo fratello minore Antoon. Sua sorella Anna Maria sposò ad Anversa lo scultore Artus Quellinus il Giovane.
Gabron si recò a Roma, al più tardi nel 1646. Qui divenne membro del Bentvueghels, un'associazione di artisti principalmente olandesi e fiamminghi che lavoravano a Roma. Era consuetudine per i Bentvuegel adottare un soprannome accattivante, il cosiddetto "nome piegato". A Gabron venne dato il nome di Toetsteen, che significa pietra di paragone.
Tornò ad Anversa prima del 1660, dove rimase attivo fino alla morte. Non si sposò mai e lasciò i suoi beni a suo fratello Antoon e a sua sorella Anna Maria, che era rimasta vedova in quel momento.

## Opere

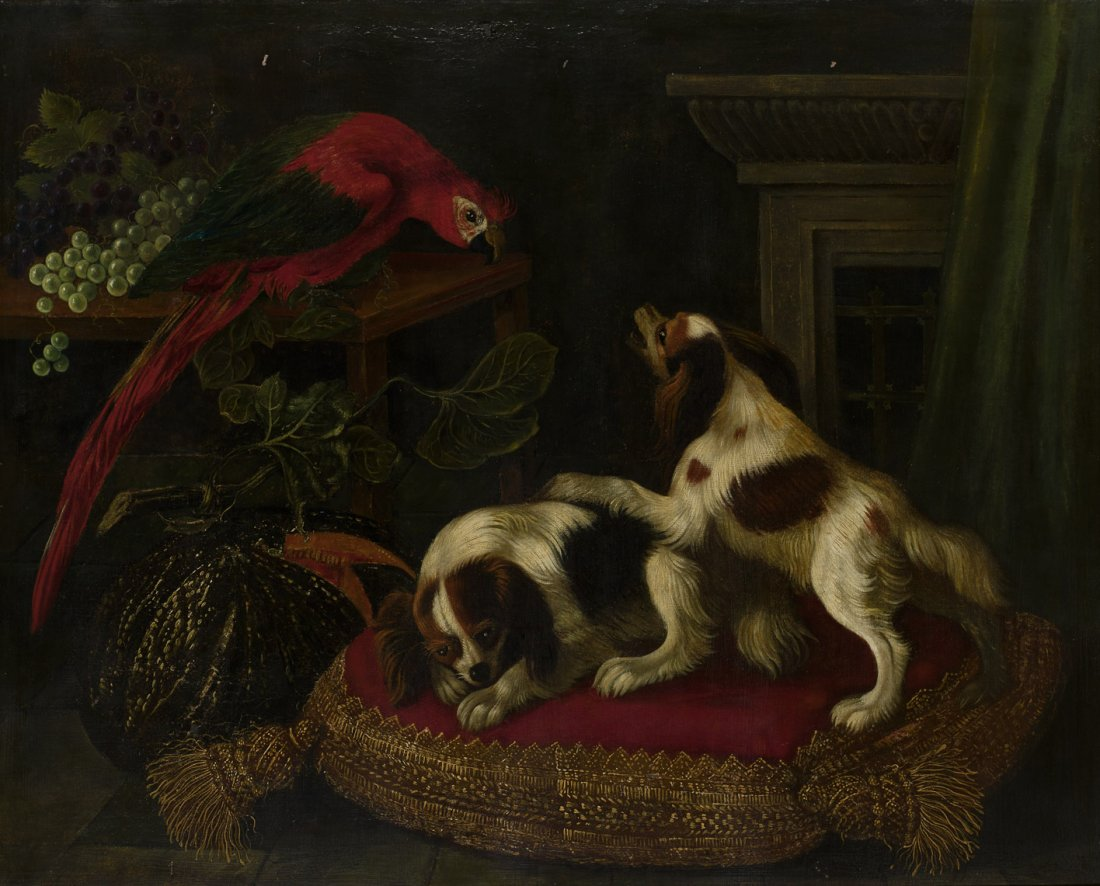
Natura morta con pappagallo e due spaniel di re Carlo

Solo alcune delle sue opere ci sono pervenute. L'artista era un pittore di nature morte noto per i suoi pezzi da gioco, fiori e frutta e dipinti di vanitas. Le sue nature morte erano molto ricercate. Eccelse nella pittura di frutta e fiori, nonché nella rappresentazione realistica di oggetti d'oro, argento e avorio.  Gabron fu anche un apprezzato pittore di animali che incluse spesso animali vivi nelle sue nature morte.
Nella prima parte della sua carriera ad Anversa, Gabron era vicino alla tradizione di Haarlem,  caratterizzata dalla sua tavolozza monocromatica. Dopo il suo viaggio in Italia, specialmente a Roma, i suoi lavori assunsero un immaginario più colorato.
Come altri pittori di nature morte della sua generazione, il suo lavoro venne influenzato dal principale pittore olandese di nature morte, Jan Davidsz. de Heem, che aveva lavorato ad Anversa per un lungo periodo. Willem Gabron rispose allo stile di Heem nel suo modo più idiosincratico piuttosto che imitarlo.
Anche l'opera di Daniel Seghers costituì un'importante fonte di ispirazione per Gabron. Daniel Seghers fu uno dei primi praticanti del genere delle pitture a ghirlanda. Questi dipinti mostrano tipicamente una ghirlanda di fiori attorno a un'immagine devozionale o ritratto. La sua opera Adorazione del Santissimo Sacramento (venduta a Tajan il 16 dicembre 2014, lotto 4) è un'allegoria dell'eucaristia rappresentata da due ghirlande di fiori intorno all'ostia e al vino su cui si librano due putti.  Il lavoro completa i precedenti dipinti a ghirlande di Segher.

## Note

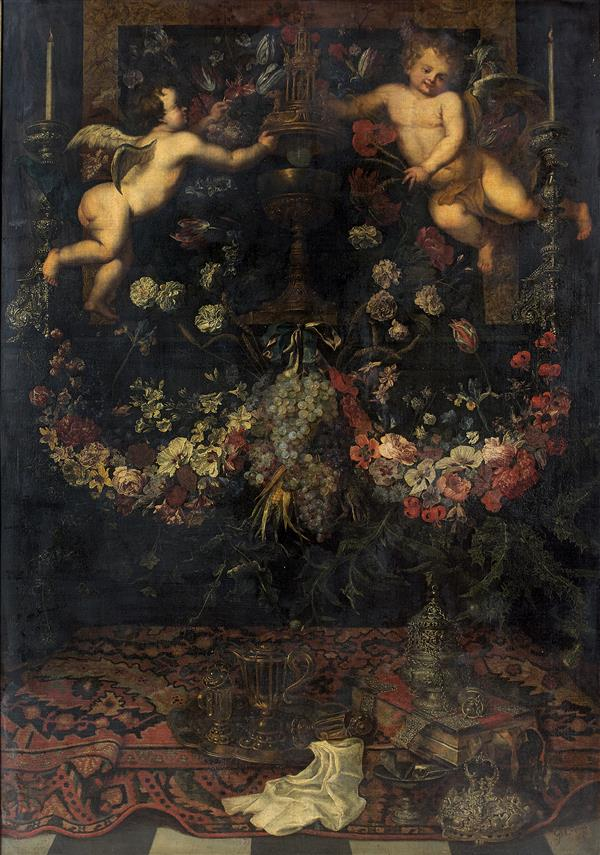
Adorazione del Santissimo Sacramento